# Viropexis
Viropexis o viropexia es el nombre que recibe el proceso de endocitosis mediada por receptor que permite que algunos tipos de virus, tanto desnudos como con envoltura, se inserten en las células. Suele darse en muchas familias de virus de animales como los picornavirus, papilomavirus o los poliomavirus. Los virus con envoltura entran en la célula formando un endosoma y la nucleocápside queda rodeada por dos membranas que se fusionan, a causa de un cambio de conformación en la proteína de espina viral provocado por el bajo pH, y la liberan al citoplasma. Esta proteína en los virus de la gripe sería la hemaglutinina. Por otra parte, en los virus desnudos, que quedan envueltos por una única membrana, el pH ácido del endosoma hace que las proteínas de la cápside expongan dominios hidrofóbicos y que se unan con la membrana para liberar el ácido nucleico del virus. En otros casos se produce la lisis de la vesícula o se unen a un lisosoma que las degrada, como ocurre en los reovirus.